# Mimosa paniculata
Mimosa paniculata är en ärtväxtart som beskrevs av George Bentham. Mimosa paniculata ingår i släktet mimosor, och familjen ärtväxter. Inga underarter finns listade i Catalogue of Life.